# Тэкери, Эндрю Дейвид
Эндрю Дейвид Тэкери (англ. Andrew David Thackeray, 1910—1978) — южноафриканский астроном.

## Биография
В 1932 окончил Кембриджский университет, в 1932—1948 работал в Обсерватории солнечной физики в Кембридже (Кембриджская обсерватория), в 1934—1936 стажировался в обсерватории Маунт-Вилсон (США). В 1948—1974 работал в Рэдклиффской обсерватории в Претории (с 1951 — директор), с 1974 — профессор астрономии Кейптаунского университета.
Основные труды в области спектроскопии Солнца и звёзд. В 1932—1936 выполнил измерения центральных интенсивностей и эквивалентных ширин линий в спектрах Солнца и звёзд для проверки теории образования спектральных линий. Совместно с П. Мерриллом объяснил возникновение эмиссионных линий в спектрах долгопериодических переменных с помощью механизма флуоресценции и предсказал ряд линий в далёкой ультрафиолетовой области. После переезда в Южную Африку занимался в основном изучением Магеллановых Облаков и переменных звёзд южного неба. Вместе с А. Весселинком открыл переменные типа RR Лиры в Магеллановых Облаках и, определив с их помощью расстояние до Облаков, в 1952 независимо от В. Г. В. Бааде показал, что принятая в то время шкала внегалактических расстояний должна быть увеличена вдвое. Подробно исследовал состав звёздного населения Магеллановых Облаков, шаровые скопления и переменные звезды в них, кинематику Облаков по лучевым скоростям. Совместно с канадскими астрономами из Астрофизической обсерватории в Виктории участвовал в многолетней программе изучения дифференциального вращения Галактики по лучевым скоростям горячих звёзд. Эта работа позволила определить с большой точностью константы галактического вращения, а также более точно оценить расстояние от Солнца до центра Галактики. Открыл много переменных звёзд в карликовой галактике в созвездии Скульптора и показал, что они относятся к типу RR Лиры. Проведённые им длительные наблюдения симбиотических звёзд способствовали пониманию природы этих переменных. В течение 30 лет наблюдал загадочный объект η Киля, обнаружил сильную поляризацию излучения в гало вокруг этой звезды. Автор книги «Астрономическая спектроскопия» (1961).